# Batailles de Kawanakajima
 (juin 2019).
Si vous disposez d'ouvrages ou d'articles de référence ou si vous connaissez des sites web de qualité traitant du thème abordé ici, merci de compléter l'article en donnant les références utiles à sa vérifiabilité et en les liant à la section « Notes et références ».
Au milieu du XVIe siècle, alors que le Japon est en pleine guerre civile, un des nombreux conflits qui déchirent le pays oppose Shingen Takeda et Kenshin Uesugi. La zone de conflit est une région située au centre du Japon, au milieu des montagnes, appelée Shinano (à proximité de la ville actuelle de Nagano). Le conflit va se dérouler sur plusieurs années et se centrer sur une zone fertile du Shinano appelée Kawanakajima. À proprement parler, il n’y a pas eu une mais plutôt cinq batailles de Kawanakajima allant de la série d’escarmouches à la bataille rangée, la principale étant la quatrième.

## Campagnes précédant la bataille
L’intérêt de Takeda Shingen pour la province de Shinano date déjà de 1536 quand il intervient sous les ordres de son père pour s’emparer d’Umi no Kuchi dans la haute vallée de la Saku. La conquête progressive de la partie sud du Shinano au cours d’une série de campagnes va l’amener de plus en plus au Nord et provoquer l’intervention d’Uesugi Kenshin.

### La campagne de Suwa, 1542 - 1544
En 1542, Takeda Shingen décide d’attaquer la région du lac Suwa. Cette région est sous le contrôle de son beau-frère Suwa Yorishige mais est néanmoins indépendante. En face, plusieurs daimyos du Shinano se rallient à Yorishige et prennent l’initiative en marchant vers la province du Kai le long de la vallée de la Suwa. Il en résulta la bataille de Sezawa d’où Takeda Shingen sortira vainqueur. Peu de temps après, Shingen reprend l’initiative et parvient à conquérir presque toute la région. Son plus farouche adversaire sera Tokato Yoritsugu, d’abord allié, puis il tentera seul de prendre le contrôle de la région de Suwa. Il faudra attendre 1544 pour que la dernière forteresse de la région tombe et avec elle toute résistance.

### La campagne de Saku, 1543 - 1547
Prenant prétexte de la défection d’un de ses alliés dans la vallée de la Saku (Oi Sadataka, maître du château de Nagabuko), Takeda Shingen attaque cette région avec son armée, et conquiert peu à peu toute la vallée de la Saku malgré des résistances parfois héroïques et l’intervention du daimyo de la province voisine de Kozuke (de la famille Uesugi). La forteresse de Shiga tombe en septembre 1546 et permet à Shingen de contrôler une bonne partie de la vallée de la Saku.
Il se retrouve maintenant en contact (et en conflit) direct avec Murakami Yoshikiyo, le plus puissant daimyo du Shinano. La première campagne tourne au fiasco pour Shingen : le 23 mars 1548, il est battu à la bataille de Uedahara (ses troupes battent en retraite, trop fatiguées après avoir franchi sous la neige le col du Daimon depuis la région du lac Suwa).
Un autre daimyo, Ogasawara Nagatoki, profite des problèmes de Shingen pour prendre les armes et attaquer la région du lac Suwa. Sa défaite sera consommée à la bataille de Shiojiritoge en mai 1548, l’obligeant à la retraite et laissant Shingen reprendre le contrôle de la région du lac Suwa. Sa progression dans la vallée de la Saku sera néanmoins interrompue.

### La campagne contre Yoshikyo, 1550 – 1553
Le début de cette campagne se place dans la région du lac Suwa où Shingen écrase Ogasawara Nagatoki. Celui-ci s’échappe et trouve refuge chez Murakami Yoshikiyo. Shingen organise alors méticuleusement son attaque depuis la région de Suwa et, à l’automne 1550, passe le col du Daimon. Une série d’escarmouches et de combats de faible intensité se déroule autour de la position clé du château de Toishi tenu par Yohiskyo. Mais pour la deuxième fois consécutive, Shingen est obligé de battre en retraite et son armée manque de peu d'être détruite.
Malgré cela, Shingen lance une troisième offensive au printemps 1551. Cette fois, le château de Toishi est pris et sa position stratégique permet à Shingen de s’assurer le contrôle du reste de la région. Il faudra néanmoins deux ans de combats pour que ce contrôle soit total. Presque toute la vallée de Saku est maintenant sous le contrôle de Takeda Shingen.
La prochaine étape pour Shingen est de progresser le long de la vallée de Saku pour prendre possession des riches terres situées au confluent de la rivière Sai. Ce triangle de terre entre la rivière Sai et le fleuve Chikuma porte le nom de Kawanakajima.

## La1rebataillede Kawanakajima, 1553
À la suite de sa défaite, Murakami Yoshikyo se réfugie chez Uesugi Kenshin et demande son aide en mettant en avant que les armées de Takeda Shingen sont maintenant aux portes de son territoire.
Comprenant l’importance d’agir vite pour contrer les ambitions de son désormais voisin, Kenshin rassemble une armée et marche immédiatement pour attaquer Shingen alors que celui-ci n’en a pas encore fini avec les restes de l’armée de Yoshikyo. Arrivant par la route du lac Nojiri, il descend vers la plaine de Kawanakajima où la première escarmouche a lieu autour d’un gué près d’un temple dédié à Hachiman Daimyōjin, dieu de la guerre. L’affrontement semble avoir été de faible intensité mais permet à Kenshin d’affirmer sa présence sans pouvoir parler de victoire décisive. L’armée de Kenshin remonte ensuite le cours du fleuve Chikuma pour attaquer la forteresse de Katsurao (ancien fief de Murakami Yoshikyo). La forteresse est cependant trop puissante et Kenshin doit renoncer. Pendant ce temps, Shingen, pas encore prêt pour affronter directement Kenshin, a rassemblé son armée au château de Fukashi dans l’ouest. Il y patiente trois mois avant de contre-attaquer. Son offensive se concentre alors sur le château de Shioda où Murakami Yoshikyo est revenu dans le sillage de l’attaque d’Uesugi Kenshin. En quelques jours (du 8 au 12 septembre 1553), Shingen reprend tous les châteaux de la région et chasse à nouveau Murakami Yoshikyo. Le reste de cette campagne est assez mal connu mais il semble que Shingen récupère son avance vers le nord et Kawanakajima, et va affronter directement Kenshin tout d’abord à Fuse (considéré comme la première bataille de Kawanakajima) puis aux alentours du temple d’Hachiman. Ces deux batailles ont, semble-t-il, été des victoires de Kenshin, mais non décisives. Il s’ensuit une série de raids et de pillages dans la vallée, interrompue par l’arrivée de l’hiver. Les deux généraux arrêtent alors les hostilités. L’hiver 1553 et l’année 1554 ne voient aucune offensive majeure : Kenshin fortifie l’accès à Kawanakajima depuis le lac Nojiri en construisant les deux château de Katsurayama et château de Motodoriyama. Quant à Shingen, il finit sa conquête de la vallée de l’Ina aux abords du lac Suwa pour assurer ses arrières.

## La2ebataillede Kawanakajima, 1555
En préparation à l’offensive de 1555, Shingen, via un de ses alliés, lance une offensive le long de la vallée d'Itoi. Bien que cet axe ne soit pas stratégique, cette vallée s'étend vers le nord jusqu'à la mer du Japon et peut représenter une menace pour la capitale d’Echigo, province de Kenshin.
En réponse, Kenshin décide de lancer l’offensive directement vers Kawanakajima et son armée s’installe alors en bas des montagnes surplombant la vallée près du temple de Zenkoji, l’un des temples bouddhistes les plus sacrés du Japon. Malheureusement pour lui, le grand prêtre du temple est favorable à Shingen et organise la défense autour du château d'Asahiyama tout proche. Tout heureux de profiter de l’aubaine, Shingen renforce cette position avancée avec un fort contingent de 3 000 hommes dont des archers et des arquebusiers.
Son corps de bataille principal suit et s’installe de l’autre côté de la rivière Sai en face des positions de Kenshin le 4 août 1555. Les quatre mois suivants constituent la deuxième bataille de Kawanakajima : une série d’escarmouches, d’attaques et de raids le long de la Sai. Aucun des deux opposants n’arrive à prendre l’avantage, gêné par l'obstacle naturel que représente la rivière Sai, large d’une centaine de mètres.
L’hiver arrivant, beaucoup de samouraïs et d’ashigarus désirent rentrer s’occuper des champs et les deux rivaux font la paix le 27 novembre. La seule concession, stratégiquement importante, est la destruction du château d’Asahiyama.

## La3ebataillede Kawanakajima, 1557
Après la destruction du château d’Asahiyama lors de la deuxième bataille de Kawanakajima, Takeda Shingen n'a plus de base solide pour attaquer le nord du Shinano. Il décide donc de reprendre l’offensive en se concentrant sur le château de Katsurayama construit trois ans auparavant par Uesugi Kenshin. En mars 1557, profitant des dernières neiges qui bloquent Kenshin, Shingen attaque le château. Le siège donne lieu à de nombreuses actions héroïques devenues légendaires. Le château ne possédant pas de source ou de rivière dans son enceinte, le manque d’eau devient déterminant. Katsurayama finit par tomber mais est inutilisable car dans un dernier geste, les défenseurs y mettent le feu le brûlant entièrement.
Profitant rapidement de son avantage, Shingen continue sa progression vers la frontière, prend le château de Nagahama sur les berges du lac Nojiri et fait redescendre son armée vers le château de Liyama qui garde la vallée du Chikuma. L’heure est grave pour Kenshin : sa frontière est directement menacée et la prise de Liyama sonnerait le glas de la présence du clan Uesugi dans le Shinano.
Kenshin décide donc de lever son armée et de prendre l’offensive. Son but est clair : forcer Shingen à une bataille rangée et le défaire une bonne fois pour toutes.
Il décide de ne pas se porter directement au secours de Liyama mais se dirige, comme lors de la précédente bataille, droit vers le temple de Zenkoji où il arrive le 19 mai. Il fait reconstruire le château d’Asahiyama et l’occupe. La situation est alors complexe : Kenshin se retrouve au milieu des armées de Shingen mais s’appuie sur les châteaux d’Asahiyama, de Motodoriyama et de Liyama (qui n’est toujours pas tombé). Shingen, quant à lui, peut s’appuyer sur les places fortes de Nagahama (isolée près de la frontière), Katsurayama (près du Zenkoji et en face d'Asahiyama) et surtout de la forteresse de Kasturao, plus au sud, qui constitue son point d’ancrage. Le but de Kenshin est d’attirer Shingen en simulant une retraite vers Liyama le long du Chikuma pour l’affronter en s’appuyant sur Motodoriyama sur ses flancs et Liyama sur ses arrières.
Cependant, Shingen ne répond pas présent. Pour le forcer au combat, Kenshin monte plusieurs raids dont un très important qui remonte presque jusqu’à la vallée de la Saku. Mais Shingen reste imperturbable. Il prépare sa réponse sous la forme d’une attaque importante mais dans une autre direction : la vallée de l’Itoi. Située plus à l’ouest, elle offre une porte d’entrée vers la province d'Echigo et Katsugayama, la capitale de Kenshin. Lancée au mois d’août, cette attaque se solde par la prise du château d'Otari, Katsugayama n’est plus qu’à vingt kilomètres.
L’offensive de Kenshin n’a alors plus de sens et il commence à se replier vers Liyama pour rentrer au Shinano. En parallèle, Shingen décide d’avancer vers lui. Si cette configuration était celle qu’attendait Kenshin au mois de mai pour engager la bataille, la situation n’est plus la même et seule une escarmouche d’arrière-garde a lieu.

## La4ebataillede Kawanakajima, 1561

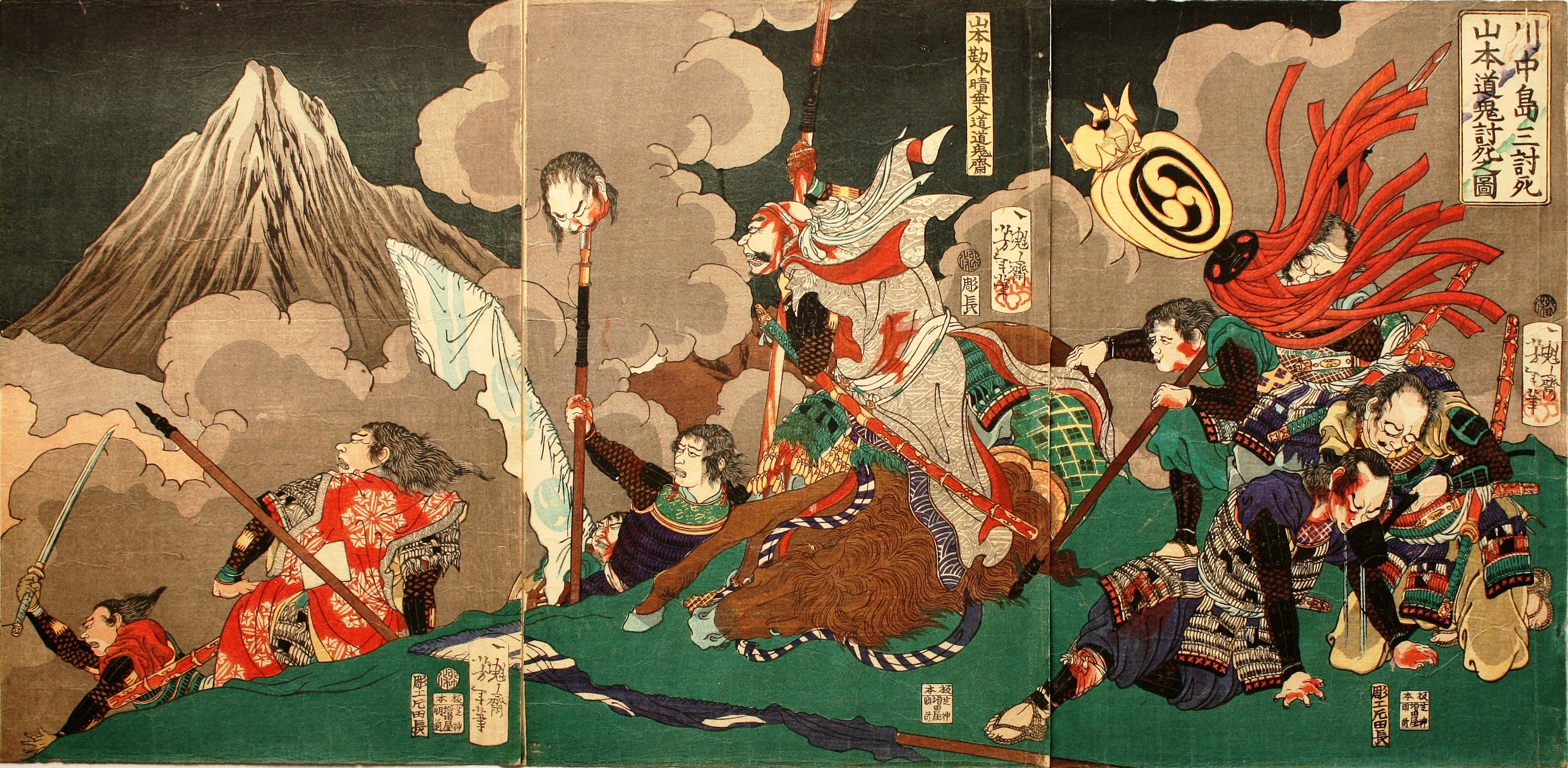
La mort de Kansuke Yamamoto lors de la quatrième bataille de Kawanakajima.

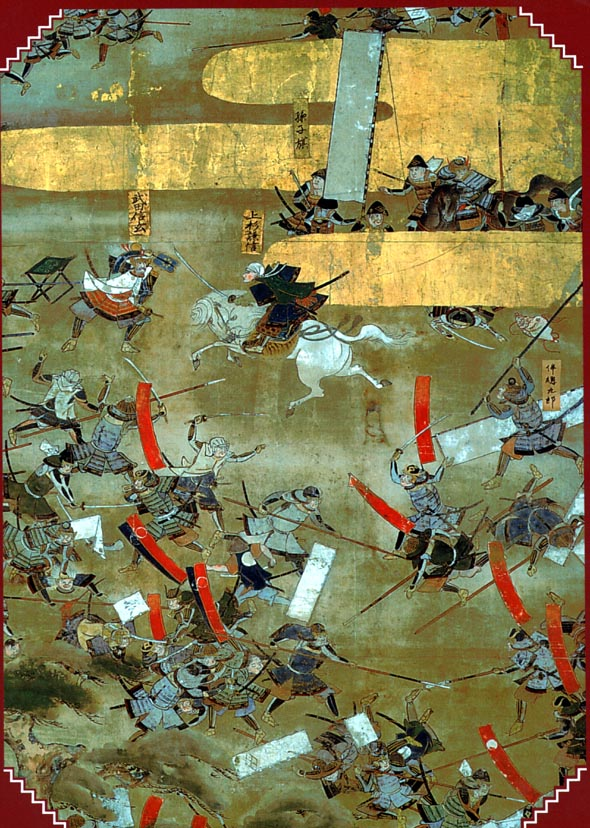
Les Batailles de Kawanakajima avec Takeda Shingen et Uesugi Kenshin de la période Sengoku.

Dans les quatre années qui suivent la campagne de 1557, les positions de Takeda Shingen et Uesugi Kenshin vont rester assez tranquilles, mais le Japon va connaître des événements importants qui vont changer son histoire dont la victoire et le début de l’ascension d’Oda Nobunaga à la bataille d'Okehazama.
En mars 1561, Uesugi Kenshin décide de s’en prendre au clan Hōjō qui contrôle toute la côte et la région de Tōkyō. Takeda Shingen décide alors de soutenir Hōjō Ujiyasu et met son armée en marche vers la province de Kozuke, située à l’est du Shinano, entre les territoires de Uesugi Kenshin et de Hojo Ujiyasu. Kenshin n’ayant que l’intention de faire une démonstration de force, il n’était pas resté sur les terres du clan Hojo. L’attention va de nouveau se tourner vers le Shinano alors que Takeda Shingen reprend son avance vers le nord vers le château de Warigakade sur les bords du lac Nojiri. Anticipant une attaque sur l’Echigo, Kenshin décide de marcher avec toute son armée, forte d’environ 13 000 hommes vers Kawanakajima en septembre 1561. Comme lors des campagnes précédentes, il avance le long de la rive ouest du fleuve Chikuma. De l’autre côté du fleuve, l’armée de Takeda Shingen peut compter sur une série de forteresses nouvellement construites comme base. Parmi celles-ci, on peut distinguer la forteresse de Kaizu, proche du fleuve et surtout surveillant l’un des rares gués, celui de Hirose.
Profitant d’un gué trouvé plus en amont (le gué d’Amenomiya), Kenshin fait traverser son armée le 25 septembre en laissant 5 000 hommes au Zenkō-ji et va s’installer sur la rive droite du Chikuma sur une colline dominant le fleuve et la région appelée Saijōsan. Il fortifie la colline et se retrouve dans la même situation stratégique que lors de la campagne précédente à attendre l’armée de Shingen pour l’affronter sur un terrain choisi par lui. Prévenu rapidement, Shingen rassemble une armée de 16 000 hommes et se met en marche le 27 septembre. Elle arrive dans la région le 3 octobre en descendant le long de rive gauche du Chikuma pour se positionner sur les pentes de Chausuyama, bloquant la route de retraite de Kenshin. La situation va rester ainsi bloquée pendant cinq jours, chacune des deux armées se faisant face sans oser prendre l’initiative. Le 8 octobre, Shingen reprend sa marche et traverse le Chikuma au gué d’Hirose pour s’installer autour de Kaizu.
Les plans de Shingen sont cependant bien différents des précédents affrontements. Suivant l’idée de l’un de ses meilleurs généraux, Kansuke Yamamoto, il décide de tendre un piège à l’armée de Kenshin. Il enverra 8 000 soldats de nuit et en silence reprendre position de l’autre côté du Chikuma dans la plaine d’Hachimanbara pendant que 12 000 hommes seront chargés d’attaquer le camp de Saijosan. En repoussant les troupes de Kenshin vers le nord à travers le gué d’Amenomiya, celles-ci se feront détruire par les 8 000 déjà en place dans la plaine. Shingen se met en marche en pleine nuit et, à l’aube, a déployé son armée dans la plaine dans une formation connue sous le nom de kakuyoku (ailes de grue).
Pendant ce temps, que ce soit grâce à des éclaireurs, des espions ou son sens de la tactique, Kenshin a prévu ce mouvement et décide d’agir lui aussi. Il déplace son armée en silence pendant la nuit, repasse le gué et se déploie dans la plaine de Kawanakajima.
Au matin du 18 octobre 1561, alors que le brouillard se lève, Takeda Shingen s’attend à voir apparaître les soldats dispersés de Kenshin en retraite. Au lieu de cela, c’est une armée compacte qui se lance à l’assaut de ses lignes. Kenshin n’a laissé que 1 000 hommes pour garder le gué Amenomiya et 2 000 pour surveiller les bagages. Le premier choc a lieu au centre où Takeda Nobushige reçoit la charge de Kakizaki Kageie. Le combat est féroce et les troupes de Kageie sont relevées par celles de Takemata Hirotsuma. Le combat s’étend maintenant à tout le centre et à l’aile droite de Shingen commandée par Morozumi Torasada. Kenshin applique une stratégie appelée Kōyō gunkan : les troupes attaquent et, dès que l’assaut faiblit, battent en retraite sur le côté pour laisser la place à des troupes fraîches venues de l’arrière (un peu à la manière des cohortes romaines en quinconce).
Shingen essaye de maintenir la cohésion mais le combat est nettement à l’avantage de Kenshin. L’attaque prend son armée, qui n’est pas organisée en défense, au dépourvu. Le centre commence à céder et les troupes de Kenshin partent à l’assaut de la garde personnelle de Shingen et de son quartier général. Selon la légende (rapportée par le Kōyō gunkan), Kenshin mène l’assaut et pénètre dans le quartier général de Shingen. Il s’ensuit un duel qui voit Shingen parer les coups grâce à son tessen (éventail de guerre). Il est néanmoins blessé mais est sauvé par l’intervention de ses gardes du corps. L’heure est grave, les généraux de Shingen tombent un par un, dont Kansuke Yamamoto, inspirateur de la manœuvre de Shingen, et son armée menace de rompre à tout moment.
Pendant ce temps, Kōsaka Masanobu, qui mène l’attaque contre la colline de Saijosan se rend compte qu’il est tombé dans un piège. Entendant des bruits de combat dans la plaine, il se précipite avec tous ses hommes pour intervenir. C’est l’instant critique de la bataille : Kosaka Danjo et ses 13 000 hommes vont chercher à forcer le passage du Chikuma défendu par les 1 000 hommes d’Amakasu Kagemochi. Le combat est violent sur les berges du fleuve défendues par les hommes de Kenshin mais le rapport de force est trop inégal, et Kosaka Danjo débouche finalement dans la plaine et charge immédiatement les arrières de Kenshin. Alors que la victoire se profilait, les troupes de Kenshin se retrouvent prises en étau entre les troupes de Shingen et Danjo. La bataille est terminée par épuisement des deux camps. Les pertes sont terribles : environ 60-70 % des deux armées. Uesugi Kenshin bat en retraite vers Zenkoji puis sa capitale Kasugayama. Takeda Shingen ne peut pas le poursuivre et reste sur ses positions à Kaizu. Ce nouvel affrontement ne désigne aucun vainqueur.

## La5ebataillede Kawanakajima, 1564
Dans les années qui suivent, l’affrontement entre Kenshin et Shingen se fait sur d’autres fronts. Cependant, en 1564, Shingen parvient à rallier à sa cause le clan Asahina de la province de Mutsu, voisine de l’Echigo. Ces derniers attaquent les terres de Kenshin en coordination avec une offensive de Shingen dans le Shinano. Le but est de prendre en tenaille la capitale de Kenshin, Kasugayama. Le château de Warigadake sur le lac Nojiri, est pris avec l’aide de rebelles locaux le 18 mai et les troupes de Shingen commencent à mener des raids sur les terres d'Echigo. Cependant, les troupes du clan Asahina sont battues par Kenshin et la stratégie du clan Takeda perd son sens. Kenshin décide alors de lancer son armée encore une fois vers Kawanakajima pour contrer Shingen. Il reprend Warigadake et prend position sur la colline de Zenkoji le 4 septembre.
Takeda Shingen ne répond pas présent et Kenshin s’impatiente. Il décide alors de prendre l’offensive le long de la Saku. Au début du mois d’octobre, Shingen décide d’intervenir et son armée arrive par l’ouest depuis Fukashi. Encore une fois, le sens tactique développé des deux généraux débouche sur un match nul : la position de Kenshin est bien défendue mais Shingen l’empêche de mener toute action dangereuse. Kenshin renonce et bat en retraite laissant définitivement la région de Kawanakajima aux mains de Takeda Shingen

## Bilan

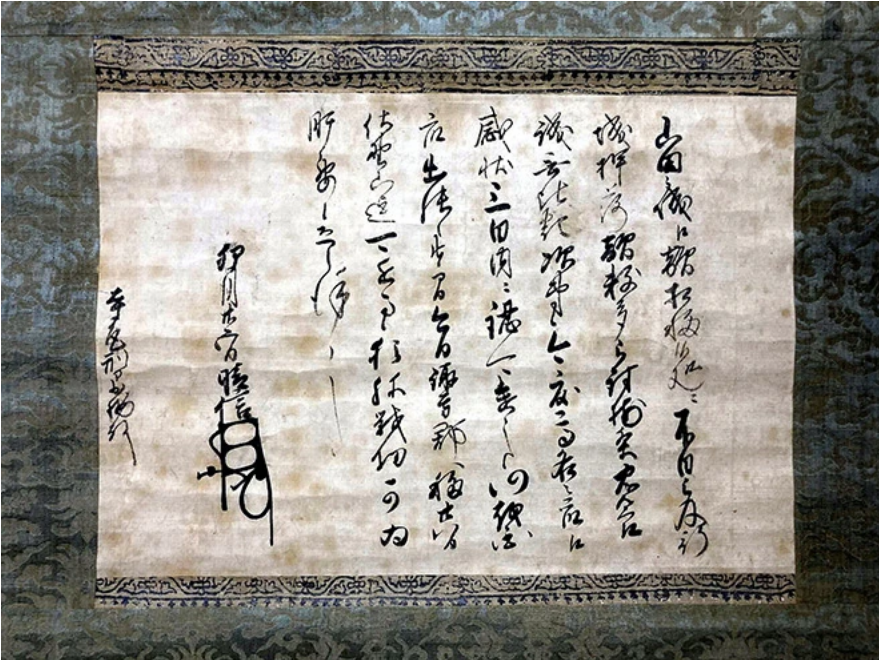
Lettre de Takeda Shingen à Terao Gyobushoyu, faisant l’éloge des soldats locaux dans ses troupes lors des batailles de Kawanakajima.

La frontière entre les clans Takeda et Uesugi est maintenant établie au nord du Shinano et elle n’en bougera plus. La rivalité entre Shingen et Kenshin continuera et ils s’affronteront encore sur d’autres champs de bataille.

## Dans les arts et la culture populaire

### Filmographie

#### Cinéma
En 1941, Teinosuke Kinugasa tourne La Bataille de Kawanakajima (川中島合戦, Kawanakajima kassen?).